# Statistiche della Japan Soccer League
La pagina racchiude statistiche e record significativi della Japan Soccer League, massimo livello del campionato giapponese di calcio dal 1965 al 1992.

## Division 1

### Squadre

#### Partecipazioni
Sono 22 le squadre ad aver preso parte alle 27 edizioni del primo raggruppamento della Japan Soccer League.
- 27 edizioni:  Furukawa Electric (1 come  JR-East Furukawa)
- 26 edizioni:  Mitsubishi HI (2 come  Mitsubishi Motors);  Yanmar Diesel
- 22 edizioni:  Toyo Kogyo (6 come  Mazda)
- 24 edizioni:  Hitachi (7 come  Hitachi Head Office)
- 21 edizioni:  Nippon Kokan (2 come  NKK)
- 18 edizioni:  Nippon Steel (6 come  Nippon Steel);  Fujita Kogyo (3 come  Towa Real Estate, 7 come  Fujita)
- 14 edizioni:  Yomiuri
- 12 edizioni:  Nissan Motors;  Honda Motor
- 11 edizioni:  Yamaha Motors
- 8 edizioni:  Toyota Motors
- 6 edizioni:  Nagoya Bank
- 5 edizioni:  Matsushita Electric;  ANA (1 come  ANA Yokohama)
- 3 edizioni:  Toshiba;  Sumitomo Metals;  Eidai Sangyo (1 come  Eidai);  Toyoda ALW
- 2 edizioni:  Fujitsu
- 1 edizioni:  Tanabe Pharma

#### Squadre retrocesse
- 3 volte:  Nippon Kokan (1 come  NKK)
- 2 volte:  Nagoya Bank;  Toyota Motors;  Mazda;  Hitachi;  Sumitomo Metals
- 1 volta:  Toyoda ALW;  Tanabe Pharma;  Fujitsu;  Nissan Motors;  Nippon Steel;  Yamaha Motors;
  ANA Yokohama;  Matsushita Electric;  Mitsubishi HI;  Fujita Kogyo

#### Esordio
- 1965:  Toyo Kogyo,  Nippon Steel,  Furukawa Electric,  Hitachi Head Office,  Mitsubishi HI,  Toyoda ALW,  Yanmar Diesel,  Nagoya Bank
- 1967:  Nippon Kokan
- 1972:  Towa Real Estate
- 1973:  Toyota Motors e  Tanabe Pharma
- 1974:  Eidai Sangyo
- 1977:  Fujitsu
- 1978:  Yomiuri
- 1979:  Nissan Motors
- 1980:  Yamaha Motors
- 1981:  Honda Motor
- 1985-86:  Sumitomo Metals e  ANA Yokohama
- 1986-87:  Matsushita Electric
- 1989-90:  Toshiba

#### Ultima partecipazione
- 1971:  Nagoya Bank
- 1973:  Tanabe Pharma
- 1976:  Eidai
- 1978:  Fujitsu
- 1981:  Nippon Steel
- 1988-89:  Sumitomo Metals
- 1989-90:  Fujita Kogyo
- 1990-91:  Yanmar Diesel,  NKK
- 1991-92:  Yomiuri,  Nissan Motors,  Yamaha Motors,  Consadole Sapporo,  Matsushita Electric,  Mazda,  JR-East Furukawa,  ANA,  Hitachi,  Honda Motor
 Mitsubishi Motors,  Toyota Motors

#### Albo d'oro
- 5 titoli:  Toyo Kogyo,  Yomiuri
- 4 titoli:  Mitsubishi HI,  Yanmar Diesel
- 3 titoli:  Fujita Kogyo
- 2 titoli:  Furukawa Electric,  Nissan Motors
- 1 titoli:  Hitachi,  Yamaha Motors

##### Titoli consecutivi
- 4 titoli:  Toyo Kogyo (1965, 1966, 1967, 1968)
- 2 titoli:  Yanmar Diesel (1974, 1975);  Yomiuri (1983, 1984; 1990-91, 1991-92);  Nissan Motors (1988-89, 1989-90)

##### Vincitrici del girone di andata
- 1965:  Nippon Steel
- 1966:  Toyo Kogyo
- 1967:  Toyo Kogyo
- 1968:  Toyo Kogyo
- 1969:  Mitsubishi HI
- 1970:  Toyo Kogyo
- 1971:  Yanmar Diesel
- 1972:  Hitachi
- 1973:  Mitsubishi HI
- 1974:  Yanmar Diesel
- 1975:  Yanmar Diesel
- 1976:  Furukawa Electric
- 1977:  Fujita Kogyo
- 1978:  Fujita Kogyo

- 1979:  Fujita Kogyo
- 1980:  Yanmar Diesel
- 1981:  Fujita Kogyo
- 1982:  Yanmar Diesel
- 1983:  Nissan Motors
- 1984: sconosciuto
- 1985-86: sconosciuto
- 1986-87:  Yomiuri,  Nippon Kokan e  Mitsubishi HI
- 1987-88: sconosciuto
- 1988-89:  Nissan Motors[4][5]
- 1989-90: sconosciuto
- 1990-91: sconosciuto
- 1991-92: sconosciuto

#### Record

##### Risultati
- Maggior numero di vittorie

Girone a 8 squadre: 12 -  Toyo Kogyo (1965, 1966)
Girone a 10 squadre: 14 -  Mitsubishi HI (1973);  Yanmar Diesel (1975);  Fujita Kogyo (1977)
Girone a 12 squadre: 15 -  Furukawa Electric (1985-86)
- Minor numero di vittorie

Girone a 8 squadre: 0 -  Toyoda ALW (1967);  Nippon Kokan (1968);  Nagoya Bank (1971)
Girone a 10 squadre: 0 -  Toyota Motors (1975)
Girone a 12 squadre: 1 -  Hitachi (1986-87);  Mitsubishi HI (1988-89)
- Imbattibilità

Assoluta:  Toyo Kogyo (1965),  Mitsubishi HI (1969),  Yamaha Motors (1987-88)
- Minor numero di sconfitte

Girone a 8 squadre: 1 -  Nippon Steel (1965);  Toyo Kogyo (1966);  Yanmar Diesel (1971, 1972)
Girone a 10 squadre: 1 -  Yanmar Diesel (1975, 1980);  Fujita Kogyo (1977);  Yomiuri (1981)
Girone a 12 squadre: 1 -  Yomiuri (1991-92)
- Maggior numero di sconfitte

Girone a 8 squadre: 12 -  Toyoda ALW (1967);  Nagoya Bank (1971)
Girone a 10 squadre: 17 -  Toyota Motors (1977)
Girone a 12 squadre: 19 -  ANA Yokohama (1985-86)

##### Punti
- Maggior numero di punti

Girone a 8 squadre: 26 -  Toyo Kogyo (1965)
Girone a 10 squadre, 2 punti per vittoria: 31 -  Yanmar Diesel (1975)
Girone a 10 squadre, 4 punti per vittoria dopo i tempi regolamentari: 60 -  Fujita Kogyo (1977)
Girone a 12 squadre, 2 punti per vittoria: 35 -  Furukawa Electric (1985-86)
Girone a 12 squadre, 3 punti per vittoria: 51 -  Yomiuri (1991-92)
- Minor numero di punti

Girone a 8 squadre: 2 -  Toyoda ALW (1967)
Girone a 10 squadre, 2 punti per vittoria: 3 -  Tanabe Pharma (1973)
Girone a 10 squadre, 4 punti per vittoria dopo i tempi regolamentari: 3 -  Toyota Motors (1975, 1976)
Girone a 12 squadre, 2 punti per vittoria: 5 -  ANA Yokohama (1985-86)
Girone a 12 squadre, 3 punti per vittoria: 11 -  NKK (1990-91)

##### Reti
- Maggior numero di reti segnate

Girone a 8 squadre: 44 -  Toyo Kogyo (1965)
Girone a 10 squadre: 64 -  Fujita Kogyo (1977)
Girone a 12 squadre: 44 -  Nissan Motors (1989-90)
- Minor numero di reti segnate

Girone a 8 squadre: 6 -  Yanmar Diesel (1966)
Girone a 10 squadre: 7 -  Tanabe Pharma (1973)
Girone a 12 squadre: 8 -  Mazda (1987-88)

##### Capocannonieri
- 4 giocatori:  Yomiuri
- 3 giocatori:  Hitachi
- 2 giocatori:  Furukawa Electric
- 1 giocatori:  Toyo Kogyo,  Yanmar Diesel,  Mitsubishi HI,  Fujita Kogyo,  Nippon Kokan,  Yamaha Motors,  Nissan Motors,  Honda Motor

### Giocatori

#### Presenze
1. Yoshikazu Nagai (272)
2. Hiroshi Ochiai (267)
3. Kunishige Kamamoto (251)
4. Kazuo Saitō (248)
5. Tetsuya Totsuka (239)
6. Hiroji Imamura (230)
7. Takashi Kuwahara (215)
8. Hisashi Katō (215)
9. Masaaki Kanno (210)
10. Ruy Ramos (210)

#### Reti
1. Kunishige Kamamoto (202)
2. Hiroyuki Usui (85)
3. Akira Matsunaga (82)
4. João Dickson Carvalho (77)[7]
5. Ruy Ramos (69)
6. Teruki Miyamoto (68)
7. Toshio Matsuura (68)
8. Tetsuya Totsuka (67)
9. Yoshikazu Nagai (63)
10. Hiroshi Yoshida (60)
11. Hiroji Imamura (60)

#### Assist
1. Kunishige Kamamoto (79)
2. Yoshikazu Nagai (77)
3. Ruy Ramos (65)
4. George Yonashiro (58)
5. Daishirō Yoshimura (54)
6. Takashi Mizunuma (52)
7. Hiroji Imamura (50)
8. Tetsuya Totsuka (46)
9. Ryūichi Sugiyama (45)
10. Kazushi Kimura (45)

#### Altro
- Esordiente più giovane:  Shirō Kikuhara (16 anni)[8]

## Division 2

### Squadre

#### Partecipazioni
Sono 34 le squadre ad aver preso parte alle 19 edizioni del secondo raggruppamento della Japan Soccer League
- 19 edizioni:  Kofu Club
- 18 edizioni:  Tanabe Pharma
- 17 edizioni:  Fujitsu
- 15 edizioni:  Sumitomo Metals,  Toyota Motors
- 12 edizioni:  Teijin (5 come  Teijin Matsuyama)
- 11 edizioni:  Toshiba
- 10 edizioni:  Kyoto Shiko
- 8 edizioni:  Nippon Steel
- 7 edizioni:  Toho Titanium,  NTT Kansai (4 come  NTTPC Kinki),  Cosmo Oil (1 come  Daikyo Oil)
- 6 edizioni:  Yomiuri,  Honda Motor,  Osaka Gas,  Kawasaki Steel
- 5 edizioni:  Mazda,  NTT Kanto
- 4 edizioni:  Yanmar Club,  Dainichi Densen,  Nippon Kokan (1 come  NKK)
- 3 edizioni:  Nissan Motors,  ANA Yokohama,  Matsushita Electric,  Hitachi,  Seino
- 2 edizioni:  TDK,  Toyoda ALW,  Otsuka Pharma,  Yomiuri Junior,  Furukawa El. Chiba,  Saitama Teachers,  Fujita Kogyo,  Kyoto Police
 Nippon Light Metal (1 come  Hagoromo Club)
- 1 volta:  Eidai Sangyo,  Ibaraki Hitachi,  Chūō Bōhan,  FC Tokyo (come Tokyo gas),  Nagoya Club,  Mitsubishi HI,  Yanmar Diesel,  Fujieda City Hall,  Mazda Auto Hiroshima

#### Squadre retrocesse
- 2 volte:  NTT Kansai,  Mazda Auto Hiroshima,  Teijin
- 1 volta:  Toyoda ALW,  Hagoromo Club,  Ibaraki Hitachi,  Dainichi Densen,  Furukawa El. Chiba,  Kyoto Shiko,  Daikyo Oil,  Nagoya Club,  Toho Titanium
 Saitama Teachers,  TDK,  Kyoto Police,  Seino,  Fujieda City Hall,  Osaka Gas,  Nippon Steel

#### Esordio
- 1972:  Toyota Motors,  Tanabe Pharma,  Kofu Club,  Kyoto Shiko,  Fujitsu,  Nippon Light Metal,  Yomiuri,  Dainichi Densen,  NTTPC Kinki,  Toyoda ALW
- 1973:  Teijin Matsuyama,  Eidai Sangyo
- 1974:  Sumitomo Metals,  Ibaraki Hitachi
- 1975:  Honda Motor
- 1976:  Yanmar Club,  Furukawa El. Chiba
- 1977:  Nissan Motors
- 1978:  Toshiba Horikawa
- 1979:  Yamaha Motors
- 1980:  Nippon Kokan,  Daikyo Oil
- 1981:  Nagoya Club
- 1982:  Saitama Teachers,  Nippon Steel
- 1983:  Toho Titanium
- 1984:  ANA Yokohama,  Matsushita Electric,  Mazda
- 1985-86:  Kyoto Police,  Osaka Gas,  Seino,  TDK
- 1986-87:  Kawasaki Steel
- 1987-88:  Mazda Auto Hiroshima,  NTT Kanto,  Hitachi
- 1988-89:  Fujieda City Hall
- 1989-90:  Mitsubishi HI
- 1990-91:  Fujita Kogyo,  Otsuka Pharma,  Yomiuri Junior
- 1991-92:  Yanmar Diesel,  Chūō Bōhan,  FC Tokyo (come Tokyo Gas)

#### Ultima partecipazione
- 1973:  Toyoda ALW,  Hagoromo Club
- 1974:  Ibaraki Hitachi
- 1975:  Dainichi Densen
- 1977:  Yomiuri,  Furukawa El. Chiba
- 1979:  Yanmar Club
- 1980:  Honda Motor
- 1981:  Nissan Motors,  Nippon Kokan,  Nagoya Club
- 1982:  Yamaha Motors
- 1983:  Saitama Teachers
- 1986-87:  TDK,  Kyoto Police
- 1987-88:  ANA Yokohama,  Matsushita Electric,  Seino
- 1988-89:  Fujieda City Hall,  NTT Kansai
- 1989-90:  Mazda Auto Hiroshima,  Mitsubishi HI,  Toyota Motors,  Teijin
- 1990-91:  Osaka Gas,  Nippon Steel
- 1991-92:  Yanmar Diesel,  Chūō Bōhan,  Fujita Kogyo,  Otsuka Pharma,  Yomiuri Junior,  Kyoto Shiko ,  Sumitomo Metals,  NKK,  Fujitsu,
 Kawasaki Steel,  NTT Kanto,  Kofu Club,  Cosmo Oil,  Toho Titanium,  Tanabe Pharma,  FC Tokyo (come Tokyo Gas)

#### Albo d'oro
- 2 titoli:  Toshiba,  Honda Motor,  Yomiuri,  Sumitomo Metals,  Nippon Kokan
- 1 titolo:  Fujita Kogyo,  Fujitsu,  Mitsubishi HI,  Hitachi,  Toyota Motors,  Matsushita Electric,  ANA Yokohama,  Eidai Sangyo,  Tanabe Pharma

### Record
Le statistiche tengono conto delle edizioni disputate a girone unico.

#### Risultati
- Maggior numero di vittorie

Girone a 10 squadre: 13 -  Toyota Motors (1972),  Fujitsu (1976)
Girone a 16 squadre: 27 -  Hitachi (1990-91)
- Minor numero di vittorie

Girone a 10 squadre: 1 -  Ibaraki Hitachi (1974),  Kyoto Shiko (1978),  Kofu Club (1984)
Girone a 16 squadre: 2 -  Teijin (1989-90),  Osaka Gas (1990-91)
- Minor numero di sconfitte

Girone a 10 squadre: 1 -  Toyota Motors (1972),  Honda Motor (1978),  Yamaha Motors (1982),  Nippon Kokan (1983)
Girone a 16 squadre: 2 -  Hitachi,  Fujita Kogyo (1990-91)
- Maggior numero di sconfitte

Girone a 10 squadre: 15 -  Nagoya Club (1982)
Girone a 16 squadre: 25 -  Nippon Steel (1990-91)

#### Punti
- Maggior numero di punti ottenuti

Girone a 10 squadre, 2 punti a vittoria: 30 -  Toyota Motors (1972),  Nippon Kokan (1983)
Girone a 10 squadre, 4 punti a vittoria dopo i tempi regolamentari: 57 -  Honda Motor (1978)
Girone a 16 squadre, 3 punti a vittoria: 82 -  Hitachi (1990-91)
- Minor numero di punti ottenuti

Girone a 10 squadre, 2 punti a vittoria: 5 -  Nagoya Club (1981)
Girone a 10 squadre, 4 punti a vittoria dopo i tempi regolamentari: 8 -  Kyoto Shiko (1978)
Girone a 16 squadre, 3 punti a vittoria: 11 -  Teijin (1989-90),  Nippon Steel (1990-91)

#### Reti
- Maggior numero di reti segnate

Girone a 10 squadre: 51 -  Eidai Sangyo (1973),  Yomiuri (1976)
Girone a 16 squadre: 102 -  Hitachi (1990-91)
- Minor numero di reti segnate

Girone a 10 squadre: 10 -  Ibaraki Hitachi (1973)
Girone a 16 squadre: 13 -  Toho Titanium (1990-91)

#### Capocannonieri
- 3 giocatori:  Toshiba
- 2 giocatori:  Yomiuri,  Sumitomo Metals
- 1 giocatore:  Dainichi Densen,  Eidai Sangyo,  Kofu Club,  Honda Motor,  Nippon Kokan,  Matsushita Electric,  Kawasaki Steel,  Mitsubishi HI,  Hitachi